# Rynia (powiat legionowski)
Rynia – wieś sołecka w Polsce położona w województwie mazowieckim, w powiecie legionowskim, w gminie Nieporęt.
W latach 1975–1998 miejscowość należała administracyjnie do województwa warszawskiego.
Według stanu na 29 października 2008 roku sołectwo posiadało 204 ha powierzchni i 271 mieszkańców.

## Położenie
Rynia leży nad Jeziorem Zegrzyńskim. Wieś znajduje się w odległości 34 km od Warszawy. Przed zalaniem wodą Zalewu wieś znajdowała się na lekkim wzniesieniu nad korytem rzeki. 

## Historia

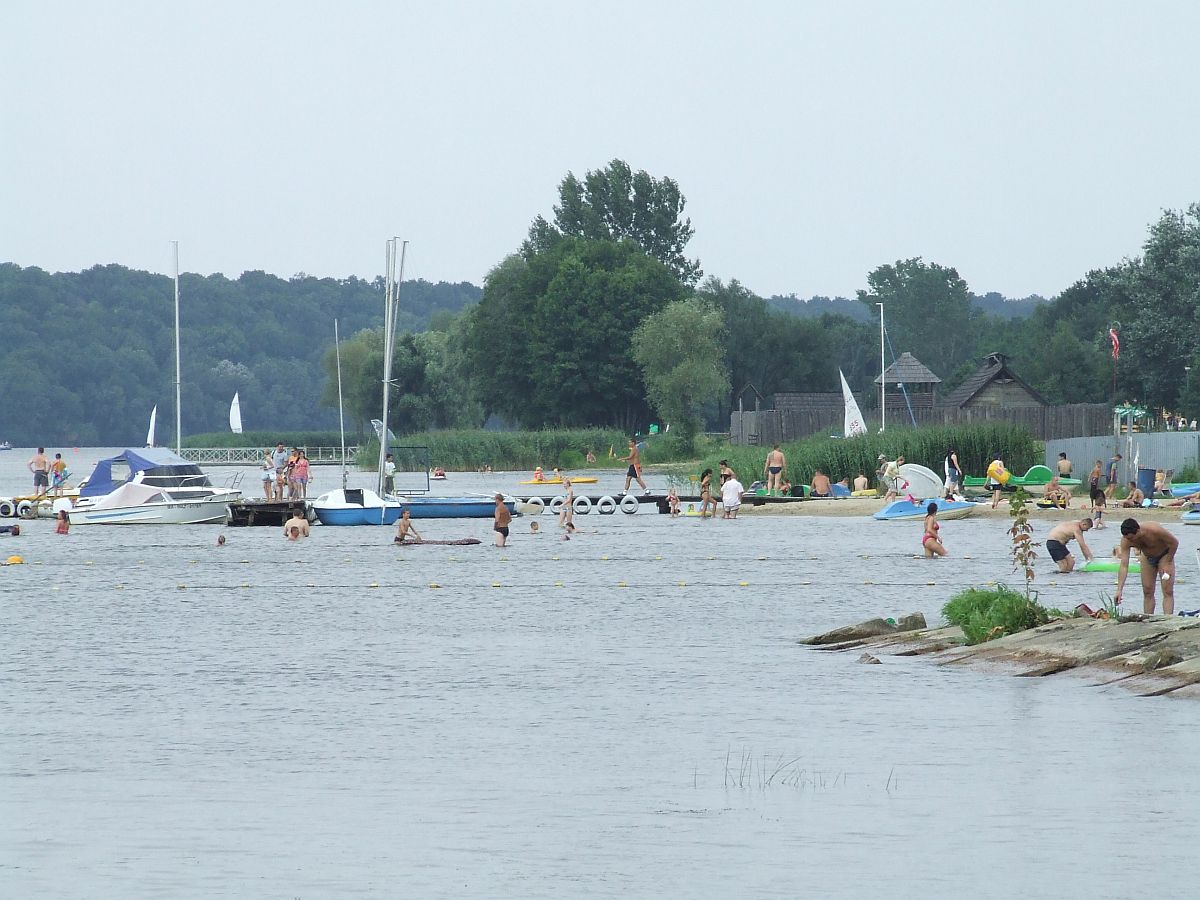
Plaża nad Zalewem Zegrzyńskim

Urodził się tu Leon Pruszanowski (ur. 28 kwietnia 1896, zm. między 16 a 19 kwietnia 1940 w Katyniu) – major dyplomowany kawalerii Wojska Polskiego, kawaler Krzyża Walecznych, ofiara zbrodni katyńskiej.
W 1964 roku ukończono budowę Zalewu Zegrzyńskiego, dzięki czemu oddalona o ok. 1 km od nurtu Narwi wieś zyskała walory letniska i nastąpił jej rozwój. Powstały tu duże ośrodki wypoczynkowe, m.in. wojskowe.
W Ryni znajduje się pas przeszło 3 km plaży. W kilku punktach można wypożyczyć sprzęt wodny: łodzie silnikowe, łodzie wiosłowe, motorówki, skutery wodne, żaglówki, katamarany, kajaki bądź też rowery wodne. Znajduje się tu szkoła windsurfingu, jak również szkoląca przyszłych żeglarzy.

## Kaplica

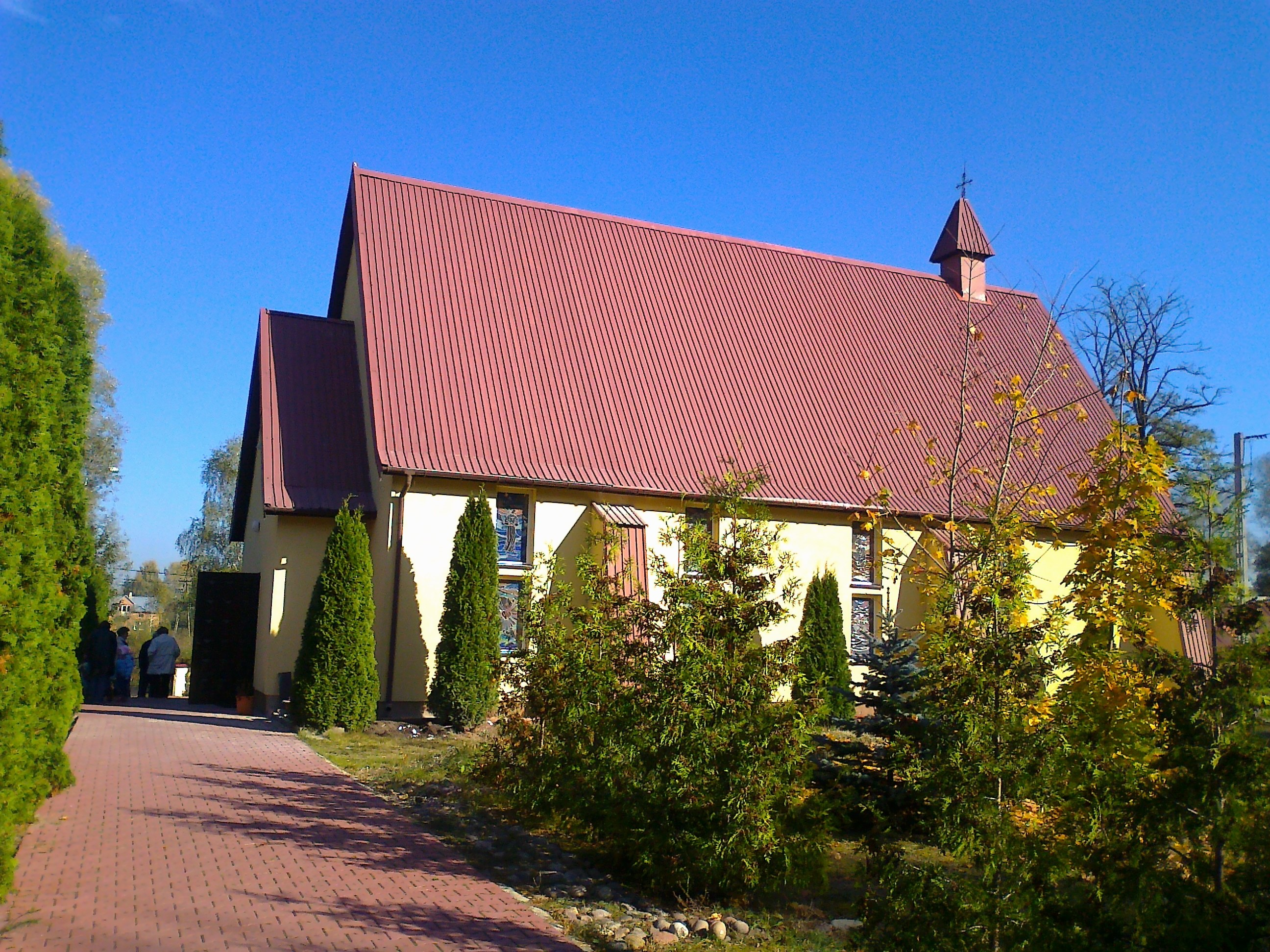
Kaplica w Ryni

W 1999 roku w Ryni powstała kaplica filialna pw. Matki Bożej Nieustającej Pomocy należąca do parafii bł. Karoliny Kózkówny w Białobrzegach.

## Komunikacja
Od 2007 roku powstała dogodna komunikacja z Warszawą. Przewoźnikiem jest Zarząd Transportu Miejskiego w Warszawie. Do Ryni dojeżdża linia o numerze 705. Szacowany czas podróży wynosi ok. 45 min. Wcześniej dojazd zapewniał tylko PKS – m.in. z dworca Warszawa Stadion w Warszawie.